# Kjellerup
Kjellerup é um município da Dinamarca, localizado na região noroeste, no condado de Viborg.
O município tem uma área de 255,49 km² e uma  população de 13 966 habitantes, segundo o censo de 2004.